# Spanky Wilson
Spanky Wilson (née vers 1947)  est une chanteuse américaine de soul, de funk et de jazz, qui s'est produit internationalement et a enregistré plusieurs albums depuis la fin des années 1960.

## Biographie
Née à Philadelphie sous le nom de Louella Wilson, Spanky Wilson grandit à Pittsburgh, en Pennsylvanie, en gagnant le surnom de "Spanky" en raison des fessées qu'elle a reçues de son père. Elle commence à chanter enfant et après un mariage précoce, commence à se produire dans des clubs à 17 ans avec Stanley Turrentine . Elle est rapidement recrutée par Jimmy McGriff pour une tournée nationale, qui se termine en 1967 à Los Angeles, Californie. Là, elle chante dans des clubs.Elle est présentée à HB Barnum, qui l'invite à enregistrer. Elle chante comme choriste sur des disques de Letta Mbulu, OC Smith, Lou Rawls et autres, avant de sortir son premier single, "The Last Day of Summer", produit par Barnum et sorti au début de 1969. Ce titre est suivi par l'album Spankin 'Brand New (1969), sur lequel toutes les chansons ont été écrites par Howlett Smith . Wilson sort plusieurs autres singles sur Mothers Records, un label créé à Hollywood par Jay Ward, et deux autres albums, Doin 'It (1969) et Let It Be (1970),. Elle apparaît également dans des émissions de télévision en réseau national et fait ses débuts internationaux en 1970 au Festival de la chanson de Rio de Janeiro au Brésil.
Elle a partagé la scène avec des musiciens soul et jazz tels que Marvin Gaye, Sammy Davis Jr., les organistes Jimmy McGriff et Brother Jack McDuff, le cornetiste Nat Adderley, le percussionniste Willie Bobo, Lalo Schifrin et Jimmy Smith. En 1971, elle s'installe à Detroit et chante dans des clubs avant d'enregistrer pour Eastbound, une filiale de Westbound Records. Le single "Home" de 1974 a de nouveau été co-écrit par Howlett Smith, et Westbound sort l'album Specialty of the House l'année suivante. Elle revient vivre à Los Angeles, où elle se produit dans des clubs  pendant plusieurs années, avant de déménager à Paris en France en 1985 et de se remarier. Elle chante, essentiellement des standards de jazz ou de rythm'blues,  dans plusieurs clubs, notamment le Hollywood Savoy Place de la Bourse où un public fidèle vient l'écouter.
À la fin des années 80 et 90, elle se produit principalement en France, en Allemagne et dans d'autres régions d'Europe. En 2000, elle sort l'album Things Are Getting Better avec le Philippe Milanta Trio. À peu près au même moment, plusieurs compilations de ses enregistrements précédents ont été publiées en Grande-Bretagne.
En 2000, elle retourne vivre en Californie, et elle est contactée par le DJ britannique et producteur de disques Will Holland du Quantic Soul Orchestra, ce qui signe le début de leur collaboration. Ils enregistrent plusieurs singles et sortent l'album I'm Thankful en 2006.

## Discographie (partielle)
- Spankin Brand New, Mothers Records & The Snarf Company (1969)
- Doin' it, Mothers Records & The Snarf Company (1969) [8]
- Let It Be, Mothers Records et The Snarf Company (1970)
- Specialty of the House, 20th Century / Westbound Records (1975)
- Singin et Swingin, Big Blue Records (1991)
- Things are Getting Better, Jazz Aux Remparts (1999)
- I'm Thankful avec le Quantic Soul Orchestra, Tru Thoughts (2006)
- TGIF "Thank God it's Funky" avec Ruckus Roboticus, Dance or Die Records (2012)

- La Villa: Live in Paris (Verve / Gitanes, 1993)

## Galerie

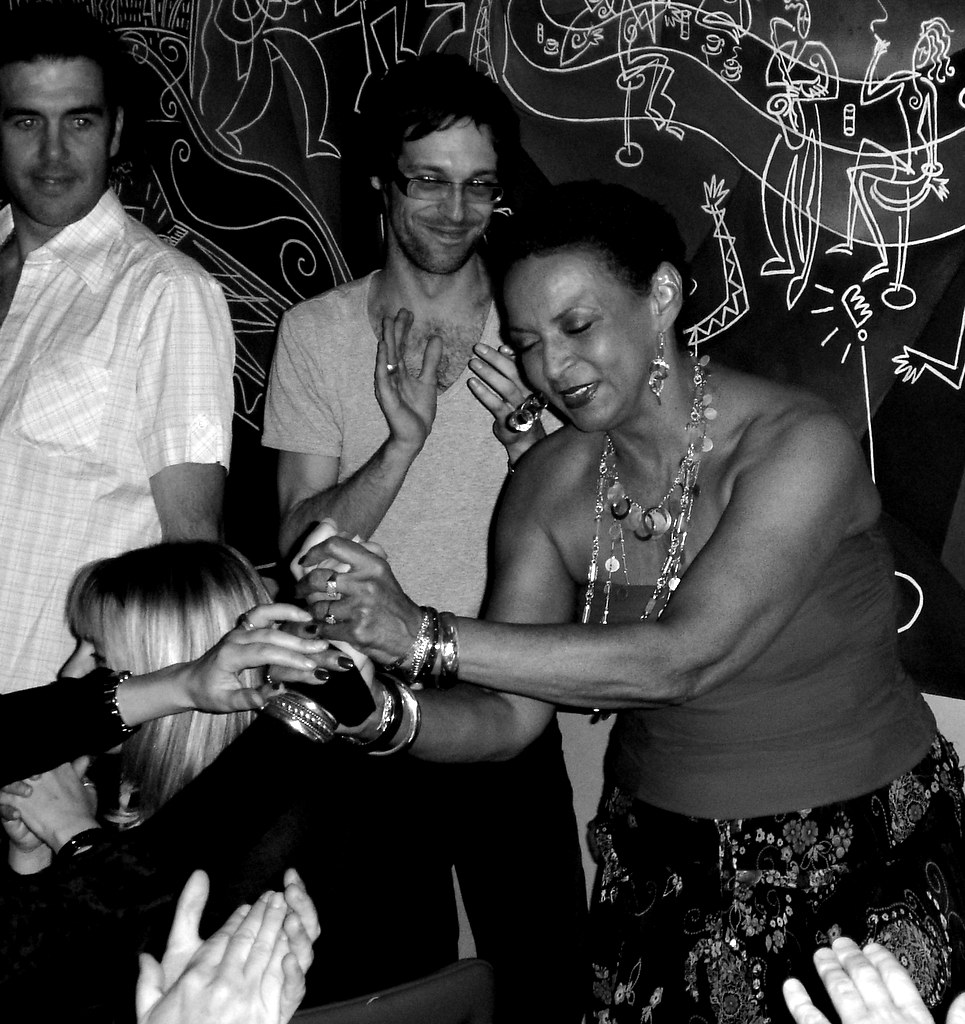
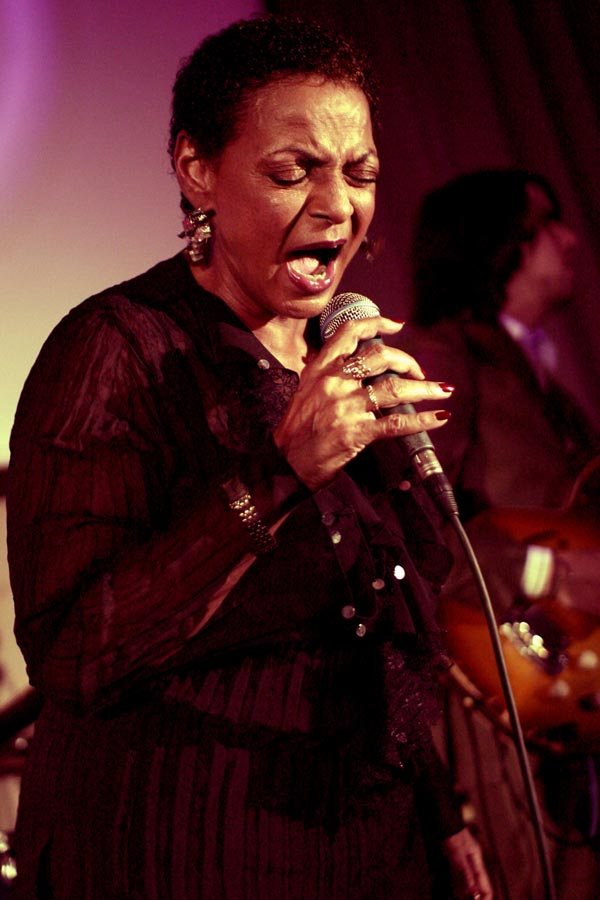
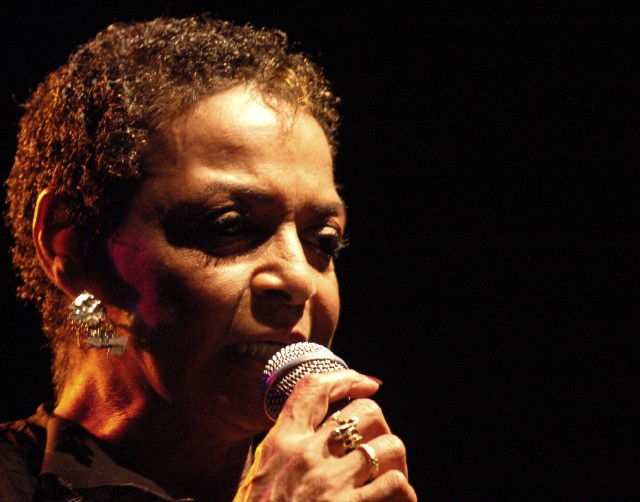